# Erebia etrusca
Erebia etrusca är en fjärilsart som beskrevs av Ruggero Verity 1904. Erebia etrusca ingår i släktet Erebia och familjen praktfjärilar. Inga underarter finns listade i Catalogue of Life.